# 帕蒂耶利
帕蒂耶利（Patiyali），是印度北方邦Etah县的一个城镇。总人口12254（2001年）。

## 人口
该地2001年总人口12254人，其中男性6494人，女性5760人；0—6岁人口2266人，其中男1201人，女1065人；识字率45.36%，其中男性为53.17%，女性为36.55%。